# Сенат Айовы
Сена́т шта́та Айо́ва — верхняя палата Генеральной ассамблеи штата Айова. По данным переписи населения США 2010 года, в Сенате Айовы 50 мест, представляющих 50 одномандатных округов по всему штату с населением примерно 60 927 человек на избирательный округ. Каждый округ Сената состоит из двух округов Палаты представителей. Заседание Сената проходит в Капитолии штата Айова в Де-Мойне.
В отличие от членов Палаты представителей, сенаторы избираются на четырёхлетний срок без ограничения срока полномочий. Сроки полномочий распределяются в шахматном порядке, так что половина Сената переизбирается каждые два года.

## Руководство
Президент Сената возглавляет палату, в его полномочия входит передача законопроектов в комитет, признание членов во время дебатов и принятие процедурных решений. В отличие от более влиятельного спикера Палаты представителей, президент Сената не может назначать председателей комитетов или перетасовывать членов комитетов. Вице-губернатор штата Айова был президентом Сената до 1988 года, когда на референдуме была принята поправка к Конституции штата Айова (действует с 1991 года). Другие партийные руководящие должности в Сенате, такие как лидеры большинства и меньшинства, избираются соответствующими партийными собраниями, чтобы возглавить свои партии в палате.
Президентом Сената является республиканец Джейк Чепмен от 10-го округа. Лидером большинства является республиканец Джек Уитвер из 19-го округа. Лидером меньшинства является демократ Зак Уолс из 37-го округа.

## Комитеты
| Комитет                                  | Председатель    | Вице-председатель | Высокопоставленный член |
| ---------------------------------------- | --------------- | ----------------- | ----------------------- |
| по сельскому хозяйству                   | Дэн Зумбак      | Аннетт Суини      | Кевин Кинни             |
| по ассигнованиям                         | Тим Крэйенбринк | Марк Лофгрен      | Джо Болком              |
| коммерции                                | Джейсон Шульц   | Кэрри Колкер      | Джим Лайкем             |
| образования                              | Эми Синклэр     | Джефф Тейлор      | Герман Куирмбэк         |
| этики                                    | Кэрри Колкер    | Джим Карлин       | Пэм Йохум               |
| правительственного надзора               | Джейсон Шульц   | Крейг Уильямс     | Клэр Селси              |
| людских ресурсов                         | Джефф Эдлер     | Марк Костелло     | Лиз Мэтис               |
| по судебной власти                       | Брэд Зон        | Джулиан Гэрретт   | Кевин Кинни             |
| по трудовым и деловым отношениям         | Зак Уайтинг     | Джесс Грин        | Нейт Боултон            |
| по местному самоуправлению               | Том Шипли       | Майк Климеш       | Джеки Смит              |
| по природным ресурсам и окружающей среде | Аннетт Суини    | Дон Дрисколл      | Сара Гэрриотт           |
| управления и администрации               | Джек Уитвер     | Джейк Чепмен      | Зак Уолс                |
| по делам Правительства штата             | Роби Смит       | Крис Коурнойер    | Тони Бисиньяно          |
| по транспорту                            | Уэйлон Браун    | Эдриан Дики       | Эрик Джидденс           |
| по делам ветеранов                       | Джим Карлин     | Джефф Рихман      | Эрик Джидденс           |
| по путям и средствам                     | Дэн Доусон      | Тим Гудвин        | Пэм Йохум               |

## Текущий состав

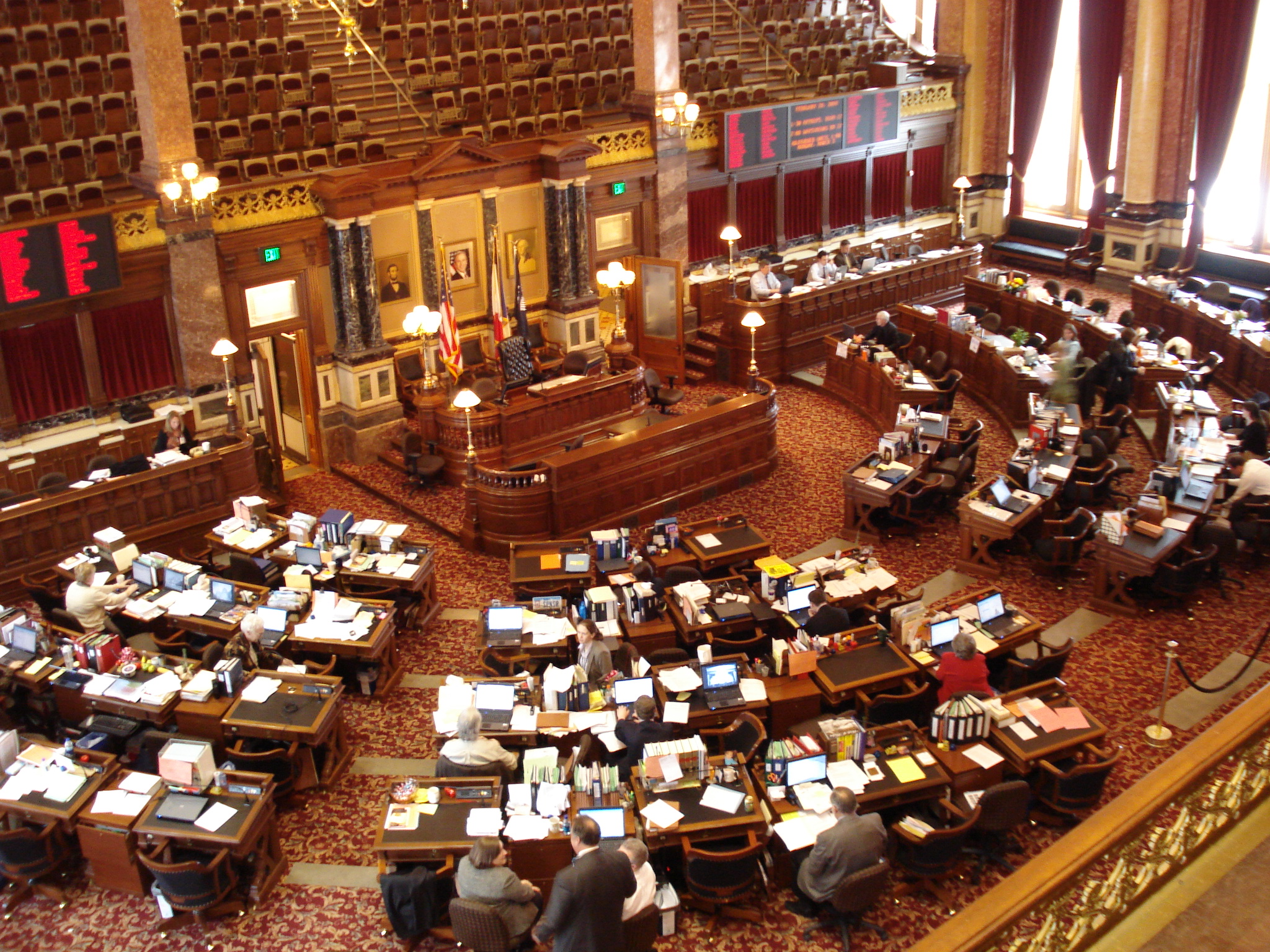
Зал заседаний

| \| \| \| | 32 % |
|          |      |

|  |  |

| \| \| \| | 68 % |
|          |      |

|  |  |

| \| \| \| | 0 % |
|          |     |

|  |  |

### Известные члены Сената
- Сэмюэл Кирквуд — 5-й и 9-й губернатор Айовы, 5-й (2 класса) и 4-й (3 класса) сенатор США от Айовы, 14-й министр внутренних дел США;
- Джордж Райт[англ.] — 4-й (2 класса) сенатор США от Айовы;
- Том Вилсэк — 30-й и 32-й министр сельского хозяйства США, 40-й губернатор Айовы;
- Джордж Уилсон[англ.] — 28-й губернатор Айовы;
- Пэтти Джадж[англ.] — 45-й лейтенант-губернатор Айовы, 13-й министр сельского хозяйства Айовы;
- Стивен Кинг[англ.] — 23-й конгрессмен США от 5 округа[англ.] и 22-й конгрессмен США от 4 округа[англ.] Айовы;
- Джони Эрнст — 24-й (2 класса) сенатор США от Айовы;
- Ким Рейнольдс — 43-й губернатор Айовы, 46-й лейтенант-губернатор Айовы;
- Рэнделл Финстра[англ.] — 23-й конгрессмен США от 4 округа Айовы;
- Мэриэннетт Миллер-Микс[англ.] — 36-й конгрессмен США от 2 округа[англ.] и 30-й конгрессмен США от 1 округа Айовы.